# USS Cotten (DD-669)
USS Cotten (DD-669) là một tàu khu trục lớp Fletcher được Hải quân Hoa Kỳ chế tạo trong Chiến tranh Thế giới thứ hai. Nó là chiếc tàu chiến duy nhất của Hải quân Mỹ được đặt theo tên Đại tá Hải quân Lyman A. Cotten (1874-1926), tùy viên hải quân tại Nhật Bản và Trung Quốc. Nó hoạt động cho đến hết Thế Chiến II, ngừng hoạt động một thời gian ngắn, rồi tiếp tục phục vụ trong Chiến tranh Triều Tiên và sau đó, cho đến khi xuất biên chế năm 1960 và bị bán để tháo dỡ năm 1975. Cotten được tặng thưởng chín Ngôi sao Chiến trận do thành tích phục vụ trong Thế Chiến II, và thêm một Ngôi sao Chiến trận nữa khi hoạt động tại Triều Tiên.

## Thiết kế và chế tạo
Cotten được đặt lườn tại xưởng tàu của hãng Federal Shipbuilding and Dry Dock Co. ở Kearny, New Jersey vào ngày 8 tháng 2 năm 1943. Nó được hạ thủy vào ngày 12 tháng 6 năm 1943; được đỡ đầu bởi bà Lyman A. Cotton, vợ góa Đại tá Cotten; và nhập biên chế vào ngày 24 tháng 7 năm 1943 dưới quyền chỉ huy của Hạm trưởng, Thiếu tá Hải quân F. T. Sloat.

## Lịch sử hoạt động

### Thế Chiến II

#### 1943 – 1944
Cotten khởi hành từ Norfolk, Virginia vào ngày 9 tháng 10 năm 1943, và đi đến Trân Châu Cảng vào ngày 31 tháng 10, nơi nó gia nhập Đệ Ngũ hạm đội. Nó lên đường vào ngày 10 tháng 11 cho cuộc chiếm đóng quần đảo Gilbert, bảo vệ cho các tàu sân bay hộ tống để hỗ trợ trên không và tuần tra chống tàu ngầm ngoài khơi đảo san hô Tarawa.
Quay trở về Trân Châu Cảng vào ngày 7 tháng 1 năm 1944, nó lại lên đường vào ngày 16 tháng 1 cùng Lực lượng Đặc nhiệm 58, lực lượng tàu sân bay nhanh thuộc Đệ Ngũ hạm đội cho cuộc không kích lên quần đảo Marshall vào các ngày 29 và 30 tháng 1. Đặt căn cứ tại Majuro, nó tham gia Chiến dịch Hailstone, cuộc không kích xuống Truk vào các ngày 16 và 17 tháng 2; hỗ trợ cho cuộc đổ bộ lên Emirau; và hộ tống các tàu sân bay cho các cuộc không kích xuống Palau, Yap, Ulithi và Woleai từ ngày 30 tháng 3 đến ngày 1 tháng 4. Sau đó nó tham gia hỗ trợ cho cuộc đổ bộ lên Hollandia từ ngày 21 đến ngày 24 tháng 4, rồi lại không kích xuống Truk, Satawan và Ponape từ ngày 29 tháng 4 đến ngày 1 tháng 5.
Sau một đợt đại tu ngắn tại Trân Châu Cảng, Cotten gia nhập trở lại Lực lượng Đặc nhiệm 58 để tham gia Chiến dịch Mariana. Nó hộ tống các tàu sân bay trong các cuộc không kích tại Saipan; đánh chìm một tàu buồm vào ngày 17 tháng 6; bắn rơi một máy bay ném bom bổ nhào đối phương đang tấn công tàu sân bay Enterprise (CV-6) trong Trận chiến biển Philippine vào các ngày 19 và 20 tháng 6; rồi tiếp tục hộ tống cho các cuộc không kích xuống Guam, Palau, Yap, Ulithi và quần đảo Bonin.
Cotten khởi hành từ Eniwetok vào ngày 30 tháng 8 để vô hiệu hóa các căn cứ Nhật Bản tại Philippines, nhằm hỗ trợ cho cuộc chiếm đóng phía Tây quần đảo Caroline, quay trở về Ulithi vào ngày 1 tháng 10. Nó lại lên đường năm ngày sau đó cùng Lực lượng Đặc nhiệm 38 cho các cuộc không kích lên Okinawa, phía Bắc Luzon và Đài Loan từ ngày 10 đến ngày 14 tháng 10. Khi các tàu tuần dương Canberra (CA-70) và Houston (CL-81) bị hư hại do các đợt phản công của đối phương và phải cho rút lui về hậu cứ, được sử dụng như mồi nhữ Hải quân Nhật Bản, chiếc tàu khu trục đã tham gia lực lượng phục kích. Sau đó từ ngày 15 tháng 10, nó hỗ trợ cho cuộc đổ bộ lên Leyte khi các tàu sân bay liên tục không kích xuống Luzon. Nó đã bảo vệ cho các tàu sân bay trong suốt thời gian diễn ra trận Hải chiến vịnh Leyte từ ngày 24 đến ngày 26 tháng 10, rồi truy đuổi các tàu sân bay Nhật Bản đang rút lui trong Trận chiến mũi Engaño. Chiếc tàu khu trục gia nhập trở lại Lực lượng Đặc nhiệm 38 để bắn phá Luzon từ ngày 5 tháng 11, sống sót qua cơn bão Cobra vào ngày 18 tháng 12, rồi đi đến Ulithi vào ngày 24 tháng 12 để sửa chữa hư hại do bão và tiếp liệu.

#### 1945
Cotten cùng Lực lượng Đặc nhiệm 38 khởi hành vào ngày 30 tháng 12 năm 1944 để hỗ trợ cho cuộc đổ bộ lên Luzon, bằng cách đánh phá Đài Loan và Bắc Luzon trong các ngày 6 và 7 tháng 1 năm 1945; rồi tiếp tục càn quét vịnh Cam Ranh, Đông Dương thuộc Pháp; Quảng Châu và Nansei Shoto. Vào ngày 10 tháng 2, lực lượng đổi tên thành Lực lượng Đặc nhiệm 58 lại lên đường hỗ trợ cho Trận Iwo Jima khi chúng không kích xuống Honshū vào ngày 16 tháng 2. Lực lượng quay trở lại Iwo Jima để trực tiếp hỗ trợ cho cuộc đổ bộ vào ngày 19 tháng 2. Ngoại trừ nhiệm vụ hộ tống một đợt không kích khác xuống Nhật Bản vào ngày 25 tháng 2, và xuống Okinawa vào ngày 1 tháng 3, chiếc tàu khu trục tiếp tục hỗ trợ ngoài khơi Iwo Jima cho đến ngày 28 tháng 3. Nó đã cùng tàu khu trục Dortch (DD-670) càn quét tàu bè đối phương trong các ngày 14 và 15 tháng 3, đánh chìm hai tàu tuần tra Nhật Bản.
Sau khi được đại tu và huấn luyện tại vùng bờ Tây, Cotten lên đường đi ngang qua Trân Châu Cảng để tham gia cuộc bắn phá lên đảo Wake vào ngày 6 tháng 8, ghé qua Eniwetok và Guam trước khi thả neo trong vịnh Tokyo vào ngày 3 tháng 9. Nó ở lại vùng biển Nhật Bản tiến hành nhiều hoạt động hỗ trợ cho việc chiếm đóng cho đến ngày 5 tháng 12, khi nó lên đường quay trở về Hoa Kỳ, về đến San Diego, California vào ngày 22 tháng 12, và đi đến New York vào ngày 17 tháng 1 năm 1946. Con tàu được cho xuất biên chế và đưa về lực lượng dự bị tại Charleston, South Carolina vào ngày 15 tháng 7 năm 1946.

### 1951 - 1960
Cotten được cho nhập biên chế trở lại vào ngày 3 tháng 7 năm 1951, và tiến hành các hoạt động dọc bờ biển Đại Tây Dương và vùng biển Caribe, cũng như hoạt động canh phòng máy bay ngoài khơi Mayport, Florida. Nó khởi hành từ cảng nhà Newport, Rhode Island vào ngày 18 tháng 5 năm 1953 cho một lượt hoạt động tại Tây Thái Bình Dương, nơi nó tuần tra ngoài khơi Triều Tiên.
Cotten tiếp tục lên đường từ Nhật Bản để đi sang phía Đông, hoàn tất chuyến đi vòng quanh thế giới khi về đến cảng nhà vào ngày 15 tháng 1 năm 1954. Các hoạt động tại chỗ và thực tập tại vùng biển Caribe được tiếp nối bởi một lượt phục vụ cùng Đệ Lục hạm đội tại Địa Trung Hải từ ngày 28 tháng 7 đến ngày 28 tháng 11 năm 1955. Nó lại khởi hành từ Newport vào ngày 4 tháng 1 năm 1957 cho một lượt phục vụ khác, ghé qua Trinidad, Freetown, Mombasa, Karachi và Aden, rồi hoạt động tại khu vực giữa Massawa và Aden, Cape Town và Freetown cho đến khi quay trở về Newport vào ngày 1 tháng 7. Chiếc tàu khu trục lại lên đường nhận nhiệm vụ cùng Đệ Lục hạm đội tại Địa Trung Hải vào ngày 3 tháng 9, quay trở về Newport vào ngày 27 tháng 11. Nó tiếp tục hoạt động dọc bờ Tây và vùng biển Caribe cho đến khi thực hiện lượt phục vụ cuối cùng tại Địa Trung Hải, Hồng hải và vịnh Ba Tư từ tháng 3 đến tháng 11 năm 1959.
Cotten được cho xuất biên chế tại Norfolk, Virginia vào ngày 2 tháng 5 năm 1960 và được đưa về lực lượng dự bị. Tên nó được cho rút khỏi danh sách Đăng bạ Hải quân vào ngày 1 tháng 12 năm 1974; và con tàu bị bán để tháo dỡ vào ngày 31 tháng 7 năm 1975.

## Phần thưởng
Cotten được tặng thưởng chín Ngôi sao Chiến trận do thành tích phục vụ trong Thế Chiến II, và thêm một Ngôi sao Chiến trận nữa khi hoạt động trong Chiến tranh Triều Tiên.